# Fukuoka
Pour les articles homonymes, voir Fukuoka (homonymie).
Fukuoka (福岡市, Fukuoka-shi) est le chef-lieu de la préfecture de Fukuoka à la pointe nord de l'île de Kyūshū au Japon. Elle était à l'origine composée de deux villes séparées : Fukuoka, la ville seigneuriale, organisée autour d'un château construit par le clan Kuroda, à l'ouest du fleuve Naka, et Hakata, la ville populaire orientale. Les deux villes ont fusionné en 1889 en prenant le nom de « Fukuoka ».
Fukuoka a servi de point de contact avec la Chine et, après avoir conquis ce pays, c'est par là que Kubilai Khan tenta d'envahir le Japon.
Elle est la plus grande ville de l'île de Kyūshū, suivie de près par Kitakyūshū avec qui elle forme la métropole de Fukuoka-Kitakyūshū. On y parle un dialecte appelé Hakata-ben.

## Géographie

### Situation
Fukuoka est le chef-lieu de la préfecture de Fukuoka, situé à la pointe nord de l'île de Kyūshū, au Japon. La ville est encadrée sur trois côtés par des montagnes et ouverte au nord sur la mer de Genkai, une dépendance de la mer du Japon. Une grande partie de la ville est désormais construite sur des terres gagnées sur la mer avec le développement d'Higashi-ku, construite sur des îles artificielles.
Située à 1 100 km de Tokyo, 540 km de Séoul et 870 km de Shanghai, la proximité de Fukuoka avec la Chine et la Corée l'a amenée à tisser des liens serrés avec ces pays, en agissant comme un nœud asiatique d'échanges culturels et économiques.

### Démographie
En octobre 2018, Fukuoka avait une population de 1 579 450 habitants répartis sur une superficie de 343,39 km2 (densité de population de 4 600 hab./km2). La population, âgée en moyenne de 38,6 ans, fait de Fukuoka la deuxième grande ville la plus jeune ; avec un taux de croissance de 4,4 %, elle est également la deuxième ville du Japon en matière de croissance démographique[réf. non conforme]. Le grand Fukuoka compte 2 328 373 habitants, soit 15,8 % de la région administrative de Kyūshū - Okinawa[réf. non conforme].

### Divisions administratives
La ville moderne de Fukuoka est divisée en sept arrondissements.
|            | Arrondissement | Population            | Superficie | Densité  |
|            |                | au 1er septembre 2011 | km2        | hab./km2 |
| Higashi-ku | 295 624        | 67,98                 | 4 349      |          |
| Hakata-ku  | 215 817        | 31,47                 | 6 858      |          |
| Chūō-ku    | 181 772        | 15,16                 | 11 990     |          |
| Minami-ku  | 248 106        | 30,98                 | 8 009      |          |
| Jōnan-ku   | 129 285        | 16,02                 | 8 070      |          |
| Sawara-ku  | 213 198        | 95,88                 | 2 223      |          |
| Nishi-ku   | 195 163        | 83,83                 | 2 328      |          |

### Climat

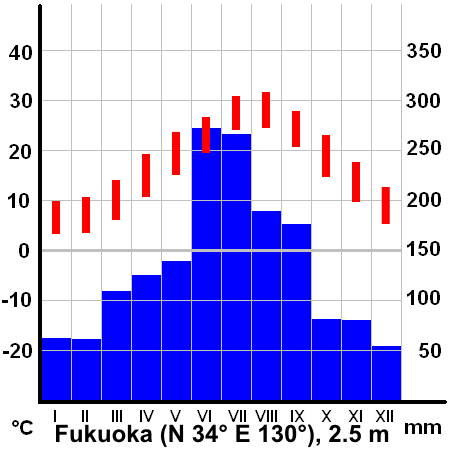
Précipitations et températures à Fukuoka.

Comme dans le reste de la préfecture, la ville de Fukuoka jouit d'un climat tempéré avec une moyenne des températures annuelle de 16,3 °C, une humidité moyenne de 70 %, 1 811 heures d'ensoleillement par an et 205 cm de précipitations. Environ 40 % de l'année le temps est nuageux.
Les températures hivernales descendent rarement en dessous de 0 °C et peuvent atteindre 15 °C, le temps est légèrement pluvieux avec occasionnellement de courtes chutes de neige.
Le printemps est doux et plus ensoleillé, les températures montant progressivement de 15° à 25 °C tandis qu'apparaissent les fleurs de cerisiers fin mars ou début avril.
Les étés sont humides et chauds avec des températures pouvant atteindre 37 °C, notamment en août, souvent le mois le plus chaud. La saison des pluies dure environ six semaines entre juin et juillet, pendant laquelle l'humidité est très élevée du fait de fortes précipitations (supérieures à 250 mm par mois) avec des températures oscillant entre 25 °C et 30 °C. Vient ensuite la saison des typhons, entre août et septembre, pendant laquelle les températures sont les plus élevées.
L'automne, souvent considéré comme la meilleure saison à Fukuoka, est frais (entre 10 °C et 25 °C) et plutôt sec.
| Mois                                             | jan.      | fév.      | mars      | avril     | mai       | juin      | jui.      | août      | sep.      | oct.      | nov.      | déc.      | année     |
| ------------------------------------------------ | --------- | --------- | --------- | --------- | --------- | --------- | --------- | --------- | --------- | --------- | --------- | --------- | --------- |
| Température minimale moyenne (°C)                | 3,9       | 4,4       | 7,2       | 11,5      | 16,1      | 20,3      | 24,6      | 25,4      | 21,6      | 16        | 10,6      | 5,8       | 14        |
| Température moyenne (°C)                         | 6,9       | 7,8       | 10,8      | 15,4      | 19,9      | 23,3      | 27,4      | 28,4      | 24,7      | 19,6      | 14,2      | 9,1       | 17,3      |
| Température maximale moyenne (°C)                | 10,2      | 11,6      | 15        | 19,9      | 24,4      | 27,2      | 31,2      | 32,5      | 28,6      | 23,7      | 18,2      | 12,6      | 21,3      |
| Record de froid (°C) date du record              | −6 1918   | −8,2 1919 | −4,7 1943 | −1,4 1931 | 1,4 1894  | 4,3 1893  | 13,8 1966 | 15,4 1956 | 7,9 1912  | 0,4 1892  | −2,1 1921 | −5,4 1917 | −8,2 1919 |
| Record de chaleur (°C) date du record            | 21,5 1908 | 24,3 1912 | 26,3 1964 | 30,1 2005 | 32,3 1998 | 37,3 2004 | 38,3 2018 | 38,1 2018 | 37,1 2020 | 33,3 2005 | 28,2 1909 | 26 2018   | 38,3 2018 |
| Ensoleillement (h)                               | 104,1     | 123,5     | 161,2     | 188,1     | 204,1     | 145,2     | 172,2     | 200,9     | 164,7     | 175,9     | 137,3     | 112,2     | 1 889,4   |
| Précipitations (mm)                              | 74,4      | 69,8      | 103,7     | 118,2     | 133,7     | 249,6     | 299,1     | 210       | 175,1     | 94,5      | 91,4      | 67,5      | 1 686,9   |
| dont neige (cm)                                  | 1         | 1         | 0         | 0         | 0         | 0         | 0         | 0         | 0         | 0         | 0         | 0         | 2         |
| Nombre de jours avec précipitations              | 9,3       | 8,8       | 10,1      | 9,7       | 8,6       | 11,6      | 11        | 9,8       | 9,7       | 6,8       | 8,5       | 8,6       | 112,6     |
| dont nombre de jours avec précipitations ≥ 10 mm | 2,4       | 2,4       | 4,1       | 3,9       | 3,9       | 6,2       | 6         | 5         | 4,6       | 2,8       | 2,9       | 2,3       | 46,4      |
| Humidité relative (%)                            | 63        | 62        | 63        | 64        | 67        | 75        | 75        | 72        | 73        | 68        | 66        | 63        | 68        |
| Nombre de jours avec neige                       | 0,5       | 0,3       | 0,1       | 0         | 0         | 0         | 0         | 0         | 0         | 0         | 0         | 0,1       | 0,9       |
| Nombre de jours d'orage                          | 0,9       | 0,9       | 1,6       | 1,5       | 1,3       | 2         | 5,3       | 5,9       | 2,8       | 0,8       | 1,5       | 1         | 25,5      |

| Diagramme climatique                                  |             |            |               |               |               |               |             |               |            |              |             |
| J                                                     | F           | M          | A             | M             | J             | J             | A           | S             | O          | N            | D           |
| 10,23,974,4                                           | 11,64,469,8 | 157,2103,7 | 19,911,5118,2 | 24,416,1133,7 | 27,220,3249,6 | 31,224,6299,1 | 32,525,4210 | 28,621,6175,1 | 23,71694,5 | 18,210,691,4 | 12,65,867,5 |
| Moyennes : • Temp. maxi et mini °C • Précipitation mm |             |            |               |               |               |               |             |               |            |              |             |

### Tremblements de terre

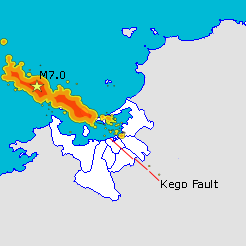
Carte de l'activité sismique lors du tremblement de terre de 2005.

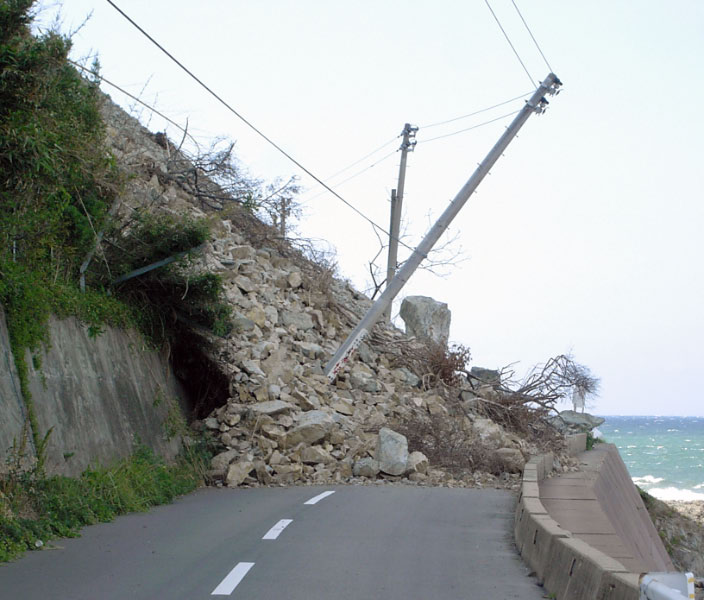
Route coupée par un éboulement causé par le séisme de 2005.

Fukuoka n'est pas aussi sujette à l'activité sismique que beaucoup d'autres endroits du Japon, mais subit périodiquement des tremblements de terre. Le tremblement de terre récent le plus puissant a été enregistré à 6 sur une échelle japonaise de 7, et a frappé à 10 h 53 (heure locale) le 20 mars 2005 (dimanche de Pâques en 2005), tuant une personne et en blessant plus de 400[réf. nécessaire]. L'épicentre du tremblement de terre se trouvait dans la mer de Genkai, le long d'une extension non encore répertoriée de la faille de Kego qui court à travers le centre de Fukuoka.
Genkai-jima (l'île de Genkai), une partie de Nishi-ku, a été la plus touchée par le tremblement de terre et presque tous les habitants de l'île ont été obligés d'évacuer. Les répliques sismiques ont continué de façon intermittente durant les semaines suivantes alors que les équipes de construction travaillaient à rebâtir les immeubles endommagés à travers la ville. Les maisons traditionnelles japonaises, surtout dans les quartiers de Daimyo et Imaizumi, furent les plus gravement touchées et nombre d'entre elles furent condamnées à la démolition, ainsi que plusieurs immeubles d'habitation. Le montant réglé par les assurances pour les dommages est estimé à environ 15,8 milliards de yens[réf. nécessaire].
La faille majeure la plus connue de Fukuoka, la faille de Kego, est positionnée du nord-ouest vers le sud-est, approximativement parallèle avec la ligne de chemin de fer de Nishitetsu's Omuta, et était censée mesurer 22 km de long. On estimait qu'elle pouvait produire des tremblements de terre d'une magnitude de 7 en son centre, environ une fois tous les 15 000 ans. Si son foyer était situé à une profondeur de 10 km, cela se traduirait par un tremblement de terre d'une magnitude inférieure à 6 (comme celui du 20 mars 2005) dans le centre de Fukuoka, si l'épicentre se trouvait là. La probabilité d'un tremblement de terre le long de la partie connue de la faille de Kego pour les 30 années à venir avait été estimée à 0,4 % avant le tremblement de terre du 20 mars 2005, mais cette estimation a dû être revue à la hausse depuis lors. En incluant la nouvelle extension se trouvant dans la mer de Genkai, on estime désormais que la faille de Kego mesure 40 km de long.[réf. nécessaire]
Si l'on suit les bulletins que la ville a préparé uniquement pour des tremblements de terre d'une magnitude supérieure à 6,5, les multiples répliques peuvent faire craindre que les tremblements pourraient causer la fracture de la ligne de faille de Kego qui se trouve juste sous la ville et qui pourrait devenir active à nouveau, risquant de produire un tremblement aussi fort ou même plus fort que celui du 20 mars.

## Histoire

### Les invasions mongoles (1274-1281)
La baie de Hakata à Fukuoka est une porte ouverte vers la Corée et la Chine. Or ces ouvertures appellent les convoitises ; ainsi, après avoir conquis et terrorisé le continent, le Grand Mongol Koubilaï Khan fut attiré par le Japon, exerçant à partir de 1268 sur le pays une nouvelle pression dont il n'avait pas l'expérience. Kubilai Khan dépêcha d'abord un envoyé afin de signer un traité de suzeraineté avec les shoguns. Le shogun de Kamakura refusa. La Mongolie continua à dépêcher des envoyés, pressant chaque fois les shoguns d'accepter sa proposition, mais en vain.
En 1274, Koubilaï Khan monta une invasion de la région nord de Kyūshū avec une flotte de 900 vaisseaux et de 33 000 guerriers qui incluaient les troupes de Goryeo (plus couramment la péninsule coréenne). Cette première invasion fut compromise à la fois par des incompétences et des tempêtes.
Après cette première invasion de 1274, les samouraïs japonais édifièrent une barrière de pierre de 20 km le long de la côte de la baie de Hakata, où se trouve aujourd'hui la ville de Fukuoka. Ce mur d'environ 2-3 mètres de haut avec une base de 3 m de large fut construit entre 1276 et 1277 et fut déterré à nouveau dans les années 1930.
Koubilaï dépêcha un nouvel envoyé au Japon en 1279. À ce moment, Hōjō Tokimune (1251-1284) du clan Hōjō était le 8e shikken. Non seulement il refusa l'offre qui lui était faite, mais il décapita les cinq émissaires mongols après les avoir fait venir à Kamakura. Rendu furieux, Koubilaï lança une nouvelle attaque contre la préfecture de Fukuoka en 1281, non sans avoir renforcé ses troupes de 140 000 soldats et 4 000 vaisseaux. Les combattants japonais, au nombre de 40 000, n'étaient pas de taille face aux Mongols et les forces de Koubilaï pénétrèrent jusqu'à Dazaifu, à 15 km au sud de Fukuoka. Par un heureux hasard, les Japonais furent secourus par un autre typhon qui frappa les troupes mongoles avec une force destructrice, et l'invasion fut stoppée. Ce typhon, divine surprise, fut appelé kamikaze (vent divin).

### Formation de la ville moderne (1889)
Fukuoka était à l'origine la résidence du puissant daimyo de Chikuzen, qui joua un rôle remarquable dans l'histoire médiévale du Japon ; le célèbre temple de Tokugawa Ieyasu, dans le district, fut détruit par le feu pendant la guerre du Boshin de 1868.
La cité moderne fut fondée le 1er avril 1889 avec la fusion des cités anciennes Hakata et Fukuoka. Historiquement, il y avait d'un côté Hakata, port et ville marchande, plutôt considéré comme zone cultivée, malgré son caractère de zone d'échanges commerciaux. De l'autre côté, il y avait Fukuoka, demeure de nombreux samouraïs, dont le nom fut utilisé depuis que Kuroda Nagamasa, le premier daimyo de Chikuzen, l'a renommé d'après son lieu de naissance dans la préfecture d'Okayama. Aujourd'hui, le vieux Fukuoka abrite la principale zone commerciale appelée Tenjin.
Quand Hakata et Fukuoka décidèrent de fusionner, on tint une réunion afin de décider quel serait le nom de la nouvelle ville. Hakata fut initialement retenu mais un groupe de samouraïs brisa la réunion et obligea les personnes présentes à choisir Fukuoka. Cependant, le nom d'Hakata est encore usité pour se référer à la zone d'Hakata dans la ville et surtout pour sa très célèbre gare ferroviaire, et son dialecte le Hakata-ben.

### Fukuoka auXXesiècle
- 1903 : fondation du collège médical de Fukuoka associé à l'université impériale de Kyoto. En 1911, l'établissement devient une entité indépendante et prend le nom d'université impériale de Kyūshū.
- 1910 : début du service de tramways de Fukuoka.
- 1916 : fondation de l'université Seinan Gakuin par l'Américain C. K. Dozier.
- 1929 : premiers vols entre Fukuoka-Osaka-Tokyo.
- 1945 : les bombardements intensifs des villes japonaises commencent sur Honshū. Fukuoka est aussi une cible. Des expériences médicales pratiquées sur des prisonniers de guerre américains ont lieu à l'hôpital de l'université impériale de Kyūshū.
- 1947 : premier marathon de Fukuoka.
- 1951 : inauguration de l'aéroport de Fukuoka.
- 1953 : inauguration du zoo de Fukuoka.
- 1981 : début du métro.
- 1988 : l'équipe professionnelle de baseball d'Osaka, les Nankai Hawks, est déplacée à Fukuoka et est rebaptisée Fukuoka Daiei Hawks.
- 1995 : l'ACROS (Asian Crossroads Over The Sea), un centre de convention multivalent et centre culturel est fondé pour encourager l'amélioration des relations avec les autres pays d'Asie. Il est situé à Tenjin et comprend un grand parc, des jardins en terrasse, une bibliothèque, une grande salle de concert et d'autres services destinés à encourager les relations de paix avec les autres cultures asiatiques.

## Culture locale et patrimoine
Fukuoka est une des villes les plus dynamiques culturellement du Japon, avec des pratiques culturelles typiques et une situation de carrefour historique entre l'archipel japonais et le continent asiatique. Cela lui a valu d'être désigné par Newsweek en 2006 à la troisième position de son classement des « 10 villes les plus dynamiques » au monde.
En 1990, le prix de la culture asiatique de Fukuoka est établi pour honorer les contributions individuelles et collectives que cherchent à préserver et à enrichir les cultures d'Asie.
Le Hakata-za, inauguré en 1996, y présente des pièces du répertoire kabuki.

### Patrimoine architectural

#### Château de Fukuoka

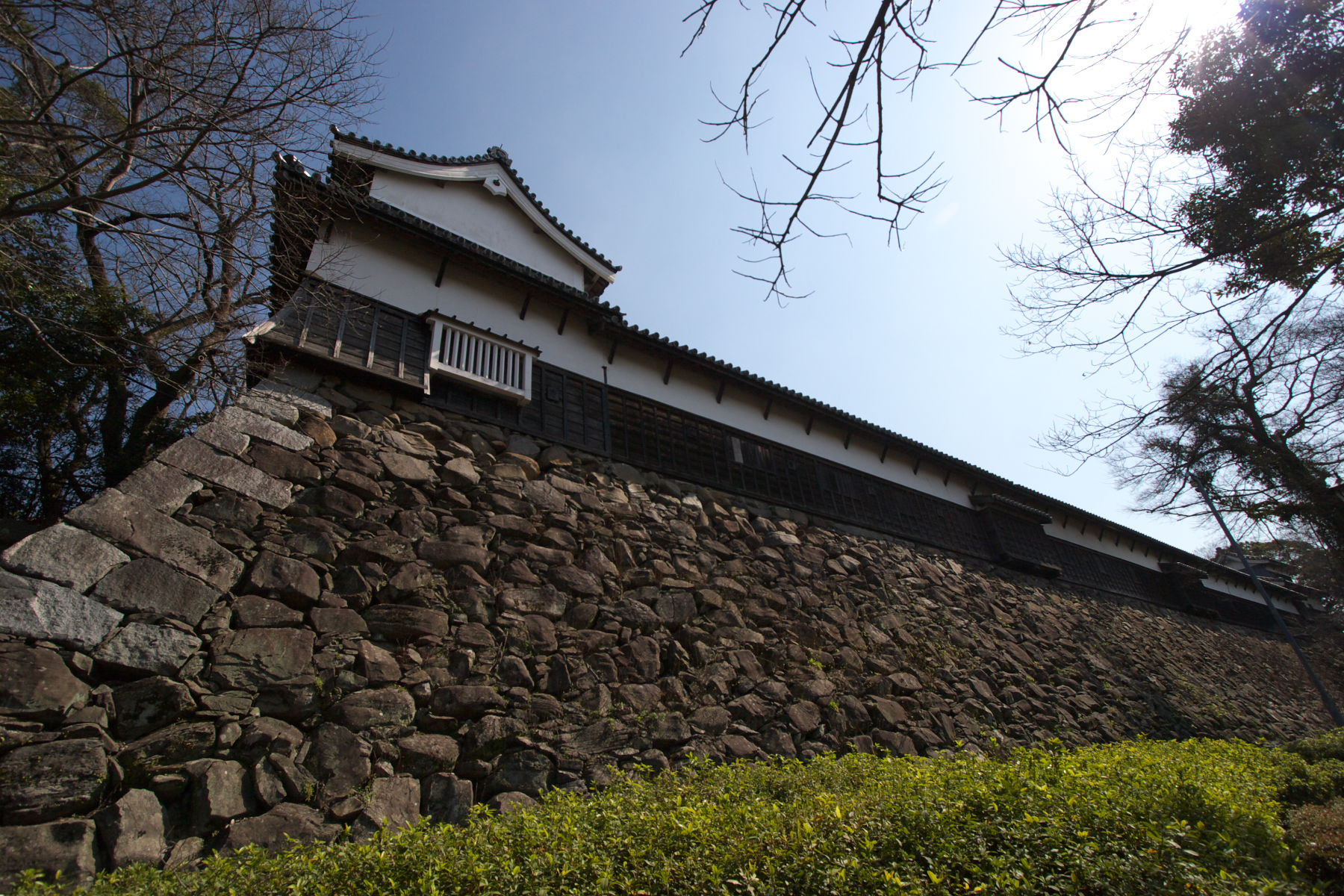
Vestige des remparts et tourelles Tamon restaurées, château de Fukuoka.

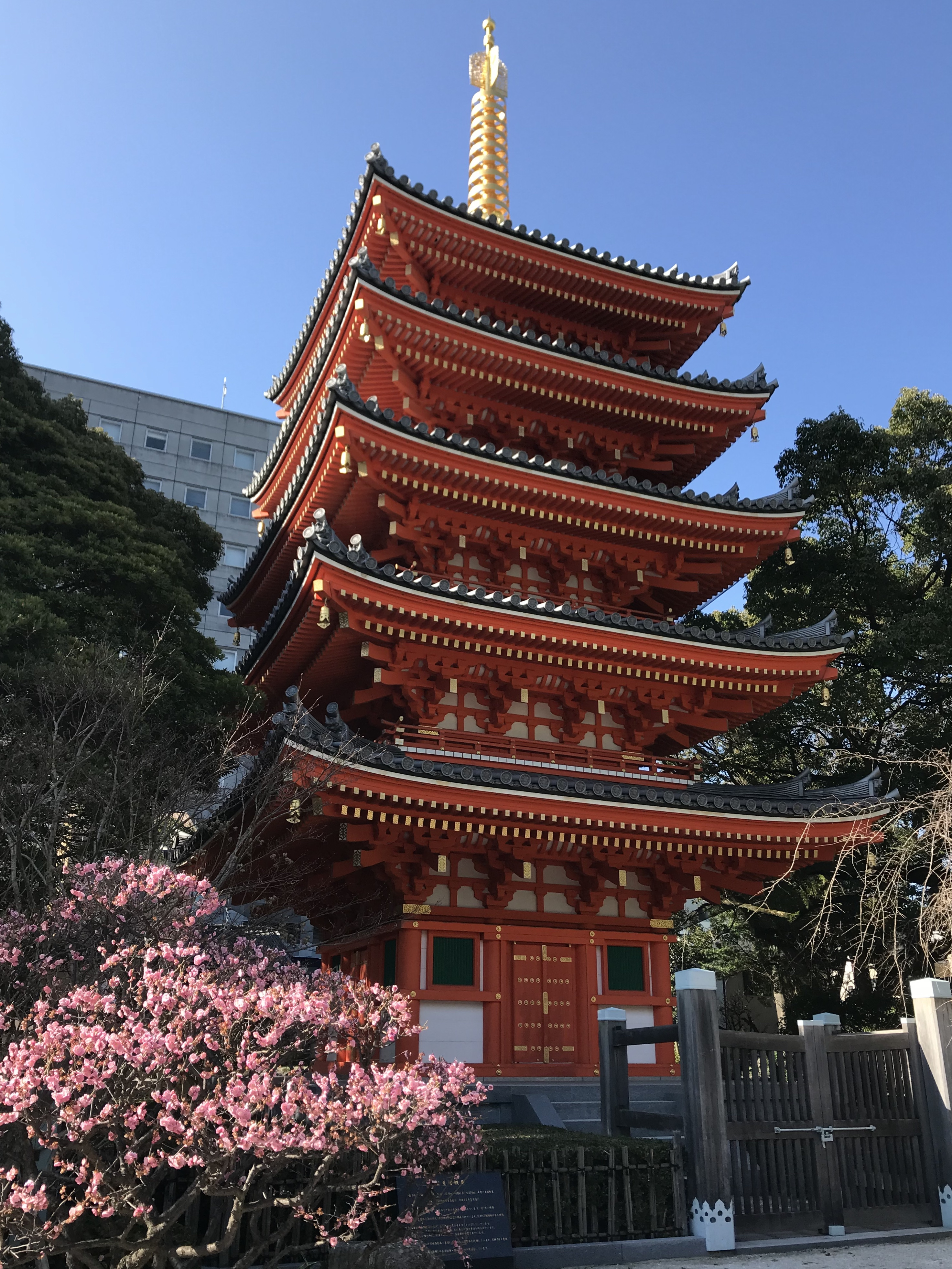
Tōchō-ji.

Le château de Fukuoka, situé le long du parc Ōhori dans Chūō-ku est caractérisé par des vestiges de murs de pierre et des remparts qui sont restés malgré la destruction par le feu ayant eu lieu lors des troubles de la restauration Meiji. Il est désormais classé avec des tours en béton préfabriquées reconstruites pendant les années 1950 et 1960, quand est apparue au Japon la mode de reconstruire les châteaux endommagés afin d'en faire des attractions touristiques.

#### Sky Dream

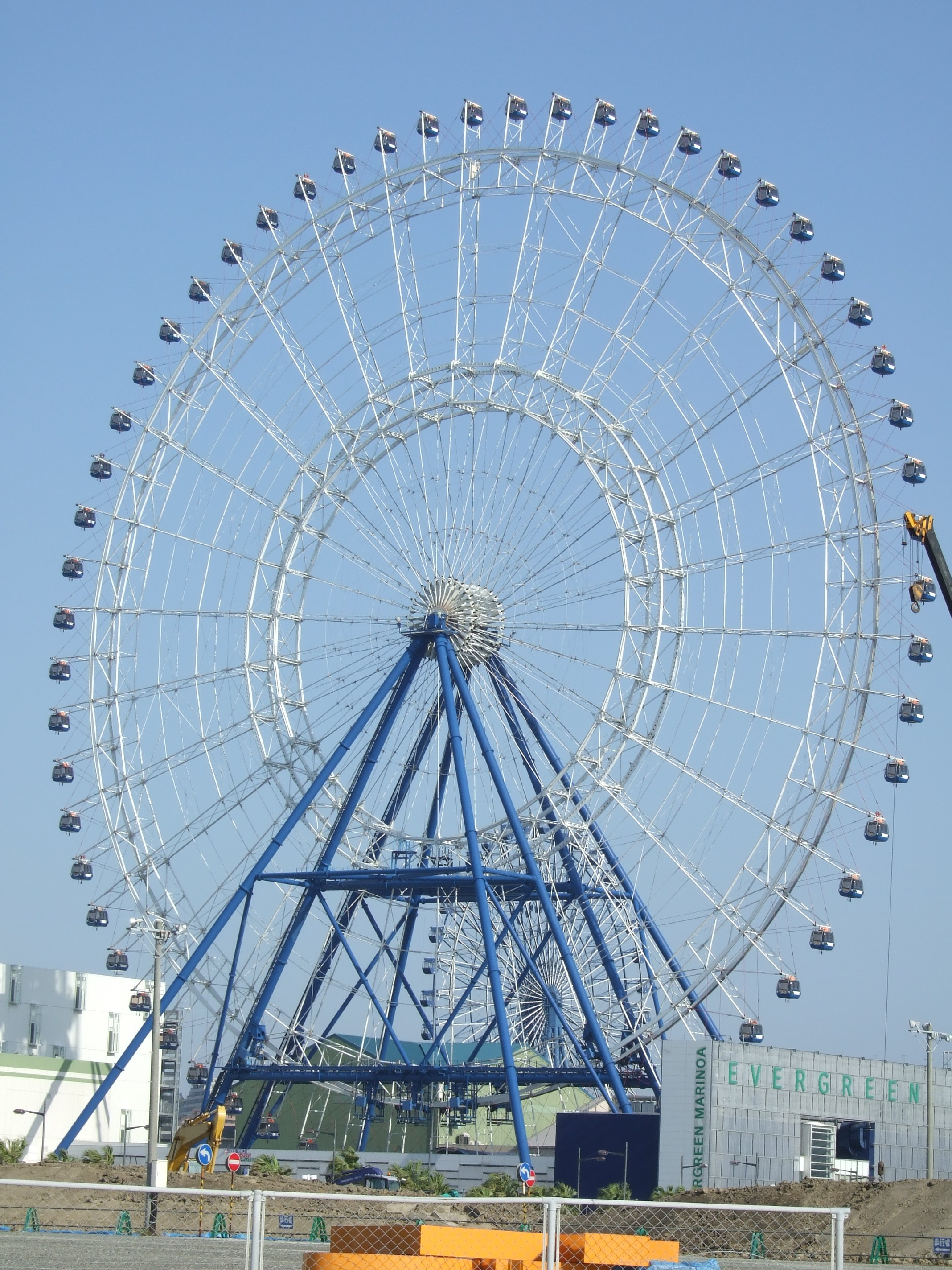
La Sky Dream Fukuoka.

La Sky Dream Fukuoka, située dans le complexe de loisir et centre commercial Evergreen Marinoa (le plus grand de l'île de Kyūshū) dans l'ouest de la ville, sur le port, était une des plus grandes roues du monde avec un diamètre de 120 mètres. Il s'agissait de la plus grande roue du Japon et, au moment de sa construction en 2001, il s'agissait de la première en Asie et de la seconde au monde, après le London Eye de Londres (134 m de diamètre). Elle a depuis été dépassée par l'Étoile de Nanchang en Chine (désormais la plus grande du monde avec 160 m de diamètre, construite en 2006).
La roue a été fermée le 26 septembre 2009 à la suite de difficultés financières liées à son entretien et vendue à des investisseurs venus de Taïwan. Démantelée à partir de 2010, les travaux ont dû être arrêtés à partir de juillet 2011 à la suite de la chute de plusieurs grues.

#### Uminonakamichi
Le parc marin de Uminonakamichi (en) est situé sur une étroite presqu'île dans la partie nord de la baie de Hakata. Il comprend un parc d'attraction, un zoo, des jardins, des plages, un hôtel et un grand aquarium marin.

#### Hakata

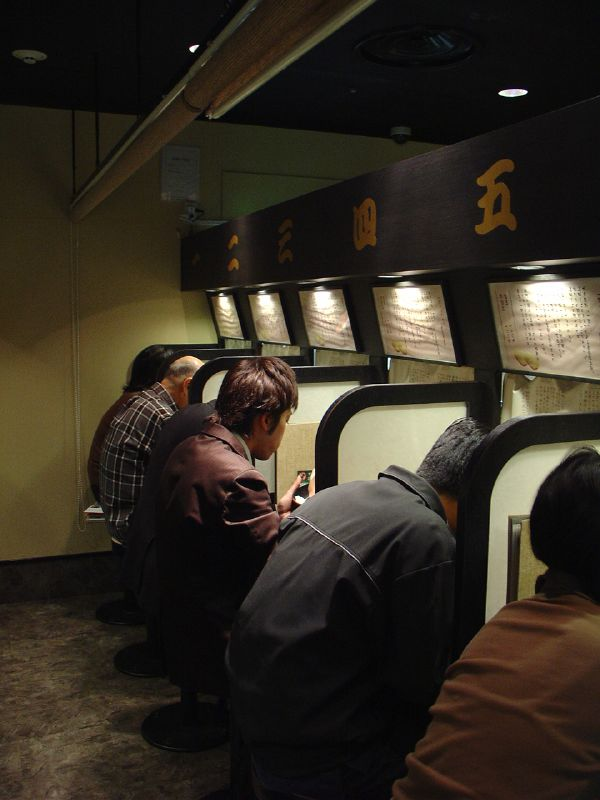
Restaurant de Hakata ramen, à Hakata, Fukuoka.

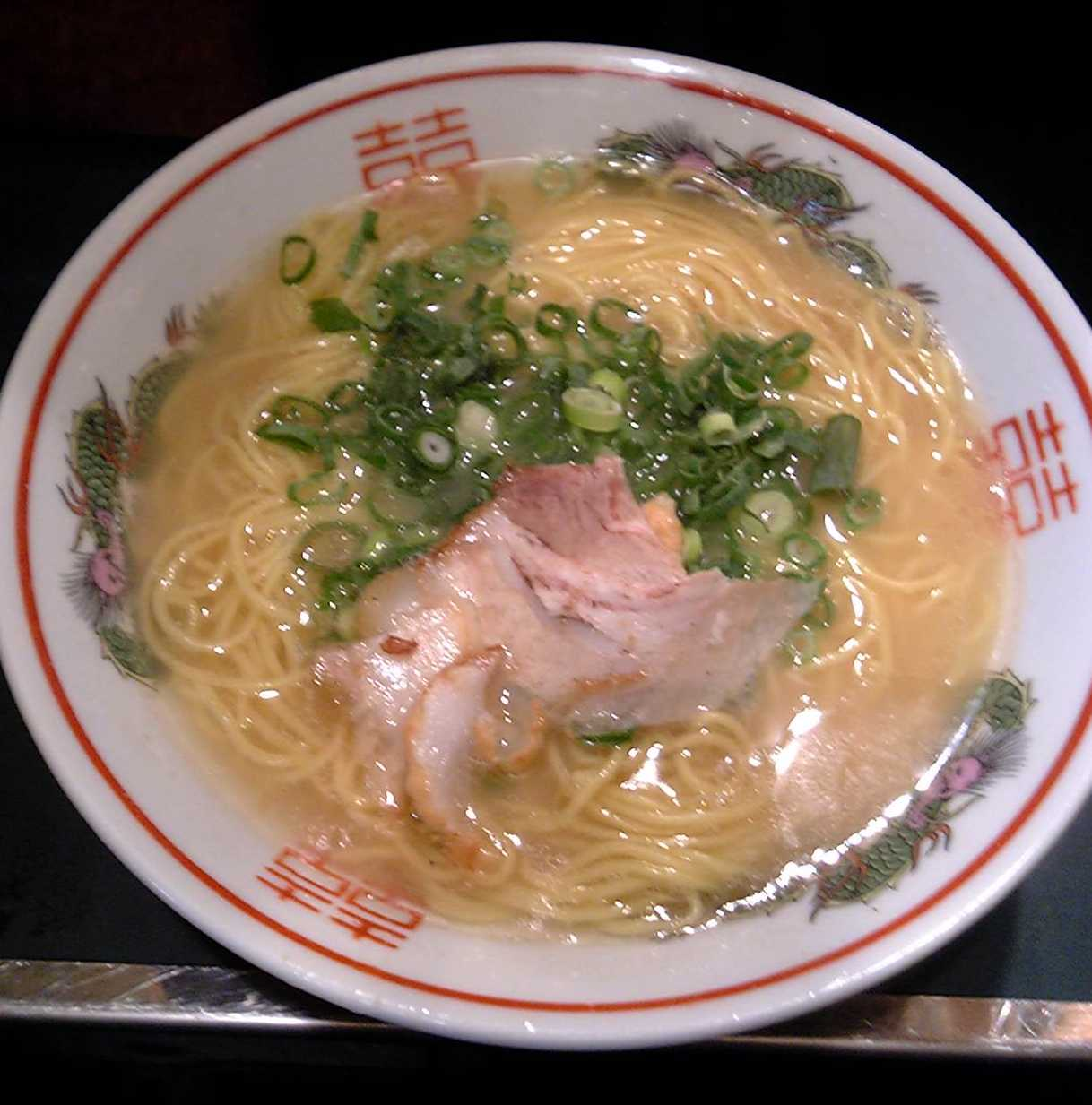
Hakata ramen.

Hakata est souvent considéré comme le pôle culturel de Fukuoka, avec son propre dialecte (le Hakata-ben), mais aussi avec ses spécialités culinaires (donnant son nom notamment à une spécialité de rāmen, les Hakata ramen, répandus dans tout le Japon).
Hakata est également connue à travers le Japon pour ses Hakata ningyō ou « figurines d'Hakata ». Celle-ci ont connu une renommée mondiale après que les Américains, qui en avaient emporté de nombreux exemplaires aux États-Unis après la Seconde Guerre mondiale, ont lancé leur production et commercialisation à grande échelle.
Enfin, les deux principaux festivals de Fukuoka portent tous deux le nom d'Hakata : Hakata dontaku et Hakata Gion Yamakasa.

### Musées

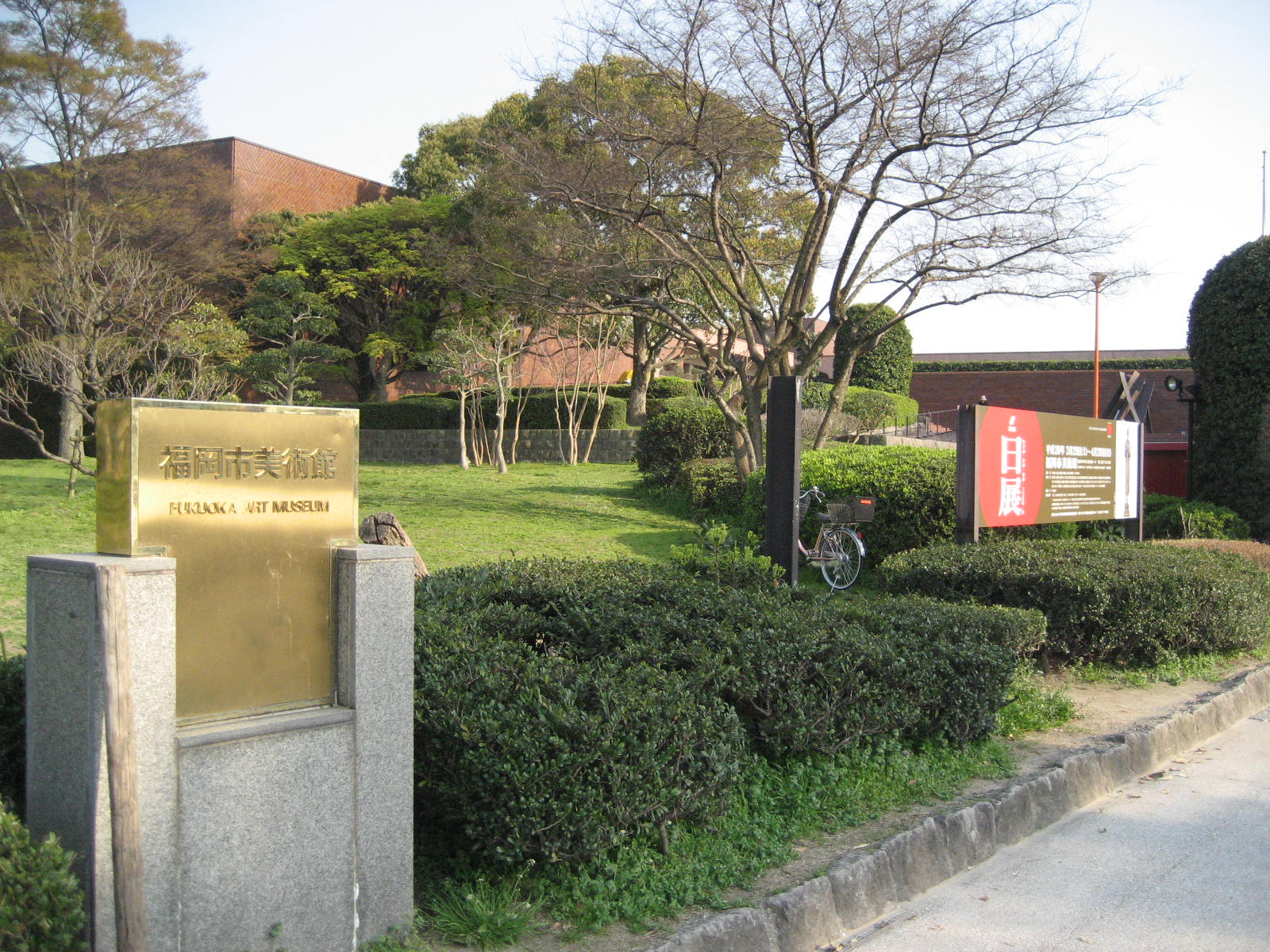
Musée d'Art de Fukuoka.

Fukuoka compte de nombreux musées, dont le principal reste le Musée d'art de Fukuoka, situé dans le parc Ōhori. Il contient une assez vaste collection d'art contemporain avec des pièces venant du monde entier. Les autres musées de la ville sont :
- musée des arts asiatiques de Fukuoka : met en avant la situation de carrefour de Fukuoka, il accueille ainsi des œuvres d'art venues de différents pays d'Asie ;
- musée de la ville de Fukuoka : relate l'histoire de la région et dispose ainsi de plusieurs objets remarquables, dont un sceau d'or ;
- musée historique Genko : situé dans le Higashi koen, à l'est de la ville, il traite plus particulièrement de l'invasion mongole ;
- musée populaire Hakata machiya : cherche à rendre compte du mode de vie traditionnel, des expressions et de la culture des habitants de Fukuoka et de sa région.

Fukuoka décerne également le désormais célèbre Prix de la culture asiatique de Fukuoka pour honorer les contributions individuelles et collectives qui cherchent à préserver et à enrichir les cultures d'Asie dans leur unité et leur diversité.

### Événements
Tout au long de l'année, Fukuoka est le lieu de déroulement de nombreux festivals. Parmi eux, les plus connus sont Hakata dontaku et Hakata Gion Yamakasa.

#### Yamakasa

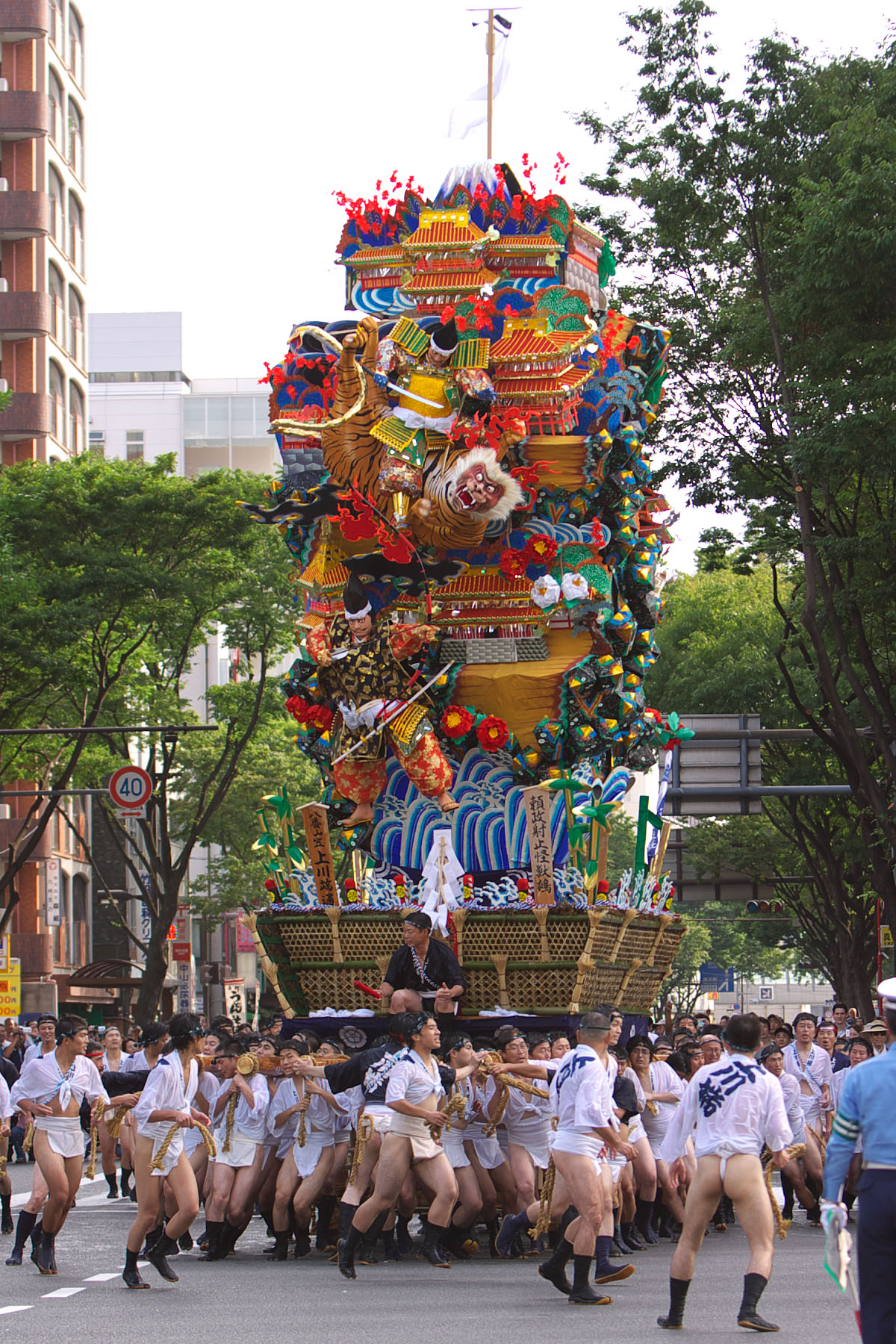
Une des équipes en course lors du festival de Yamakasa.

Le festival de Yamakasa qui a lieu chaque année au mois de juillet pendant deux semaines est le plus ancien festival de Fukuoka, puisqu'il existe depuis plus de 700 ans. Des équipes d'hommes (les femmes ne sont pas admises, excepté les petites filles) représentant plusieurs quartiers de la ville, font une course contre la montre sur un anneau de course, portant sur leurs épaules des chars pesant plusieurs milliers de livres. Les participants sont tous revêtus du shimekomi (appelé fundoshi dans le reste du pays), à savoir le pagne porté traditionnellement par les sumotoris. Pendant les deux semaines que dure le festival, chaque jour est marqué par un événement particulier et des courses d'entraînement, mais le point culminant est la course officielle qui se tient le dernier matin avant l'aube. Des dizaines de milliers de personnes attendent dans les rues pour encourager les équipes. Pendant la période du festival, on peut ainsi voir des hommes à travers toute la ville vêtus de la longue veste happi ornée des signes distinctifs de leur équipe, portant également les geta. Ces vêtements sont portés fièrement et n'apparaissent pas comme étant déplacés même pour des occasions formelles, telles que noces, cocktails, ayant lieu pendant le festival.

#### Hakata Dontaku

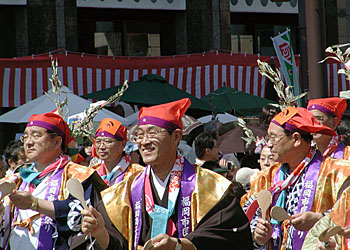
Défilé lors du Hakata dontaku.

La fête traditionnelle Hakata dontaku se tient à Fukuoka les 3 et 4 mai. S'enorgueillissant de plus de 800 ans d'histoire, le Hakata dontaku est suivi par plus de deux millions de Japonais, faisant de ce festival le plus populaire pendant les vacances de la Golden Week. Pendant le festival, des scènes sont érigées un peu partout dans le centre pour accueillir les performances traditionnelles et une parade de chars. Son véritable nom est Hakata dontaku Minato matsuri.
Le festival a été interrompu pendant sept ans durant l'ère Meiji et, depuis qu'il a repris lors de la 12e année de cette ère, il est connu sous le nom d'Hakata dontaku (dontaku venant sans doute de la déformation du mot dimanche, zondag, en hollandais).

### Gastronomie
La ville de Fukuoka est réputée pour sa cuisine, en particulier la variété des poissons issus de la mer du Japon, le poulet et ses nombreux restaurants de yakitori, et surtout ses très nombreux yatai, stands de restauration en plein air, qui connaissent un grand succès la nuit.
- Hakata rāmen : variété de rāmen, appelée aussi tonkatsu rāmen, à base de porc.
- Motsunabe (もつ鍋?) : Un plat de boyaux de bœuf ou porc mijoté avec des légumes, servi dans une marmite en terre.
- Misutaki (plat de poulet mijoté avec des légumes, servi dans une marmite en terre).
- Mentaiko (œufs de colin d'Alaska marinés).

#### Desserts traditionnels
- Tsurunoko (littéralement « enfant de grue », variété de kaki appelé également « kaki chocolat »).
- Hakata torimon (gâteau à la pâte de haricots blancs shiro-koshi-an).
- Hakata no hito (littéralement « personne de Hakata », gâteau à la broche d'anko).
- Yuki usagi (littéralement « lapin de neige », petits wagashi en forme de lapin).

## Transports
L'aéroport de Fukuoka est le plus important de Kyushu. Il dessert de nombreuses destinations au Japon et en Asie, mais aussi Amsterdam.
La gare de Hakata, carrefour important de la région, est la gare principale de la ville. Elle est notamment le point de départ des lignes Sanyo (vers Osaka et Tokyo) et Kyushu (vers Kagoshima) du Shinkansen.
Fukuoka possède un métro comportant 3 lignes.

## Sports

### Équipes

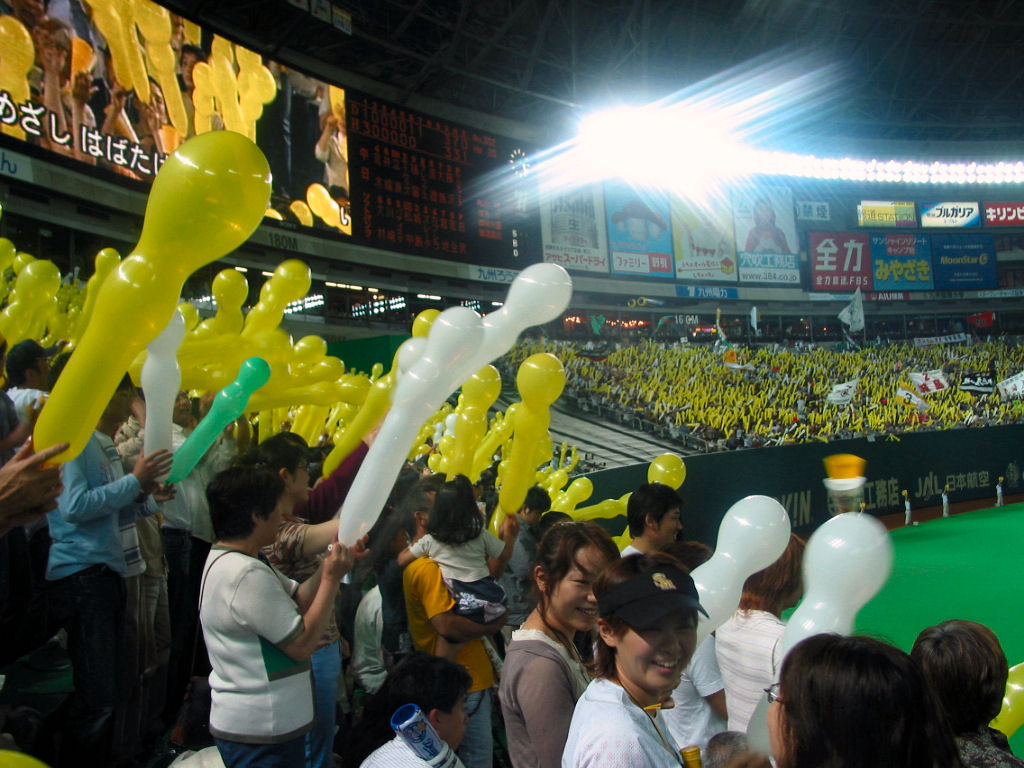
Supporters lors d'un match de baseball.

Fukuoka est le siège des Fukuoka SoftBank Hawks, une des meilleures équipes professionnelles de baseball. Menacée de banqueroute et forcée de se restructurer par ses créanciers en 1984, l'ancien propriétaire Daiei a vendu les Hawks à Masayoshi Son de Softbank Capital. L'équipe a changé son nom en Fukuoka Softbank Hawks à partir de la saison 2005.
Fukuoka est également le siège d'une équipe de football professionnel, Avispa Fukuoka, qui a connu un bref passage en première division le temps d'une saison avant de retourner à l'échelon inférieur.

### Équipements sportifs

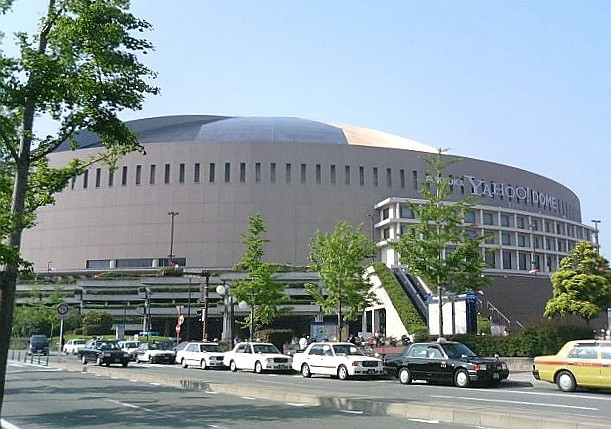
Le Dôme de Fukuoka.

- Le Dôme de Fukuoka : construit en 1993 et rebaptisé « Dôme de Fukuoka Yahoo! » après que Yahoo! Japon eut racheté les droits d'appellation du stade en 2005. D'une capacité de 48 000 places assises, il s'agit du stade officiel de l'équipe de baseball des Fukuoka SoftBank Hawks, mais il accueille aussi de nombreux concerts internationaux.
- Fukuoka Kokusai Center.

Sumo. Abrite le Dojo du grand tournoi de Novembre.
Les meilleurs Sumotori s'y retrouve pour un tournoi (basho) de 15 jours. 
Il se déroule tous les ans du deuxième dimanche au quatrième dimanche de Novembre.
- Le Stade Hakata no mori. Pour le football (et le rugby ?)

### Quelques événements sportifs annuels
- Championnat international de judo féminin de Fukuoka
- Marathon international
- Kyūshū basho (l'un des six tournois annuels de sumo professionnel, au mois de novembre)

### Ambitions olympiques
Le maire de Fukuoka, Hirotaro Yamasaki, avait l'ambition d'accueillir les Jeux olympiques à Fukuoka et Kyūshū en 2016 ou 2020, il les avait nommé les Jeux olympiques de Fukuoka-Kyūshū.
Mais en juin 2007, le CNO japonais a choisi Tokyo au lieu de Fukuoka. Le maire controversé de Tokyo Shintaro Ishihara aurait fait des remarques désobligeantes sur la candidature de Fukuoka qui serait de petite échelle. On dit également que Yamasaki aurait posé cette candidature afin d'être certain de faire approuver la construction d'un nouvel aéroport[réf. nécessaire].

## Éducation
La ville de Fukuoka coordonne toutes les écoles primaires et collèges, tandis que la préfecture est chargée de l'enseignement supérieur.
Une des écoles, Hakata Seisho High School, ne requiert pas le port de l'uniforme, ce qui est très rare dans les écoles secondaires du Japon.

### Universités

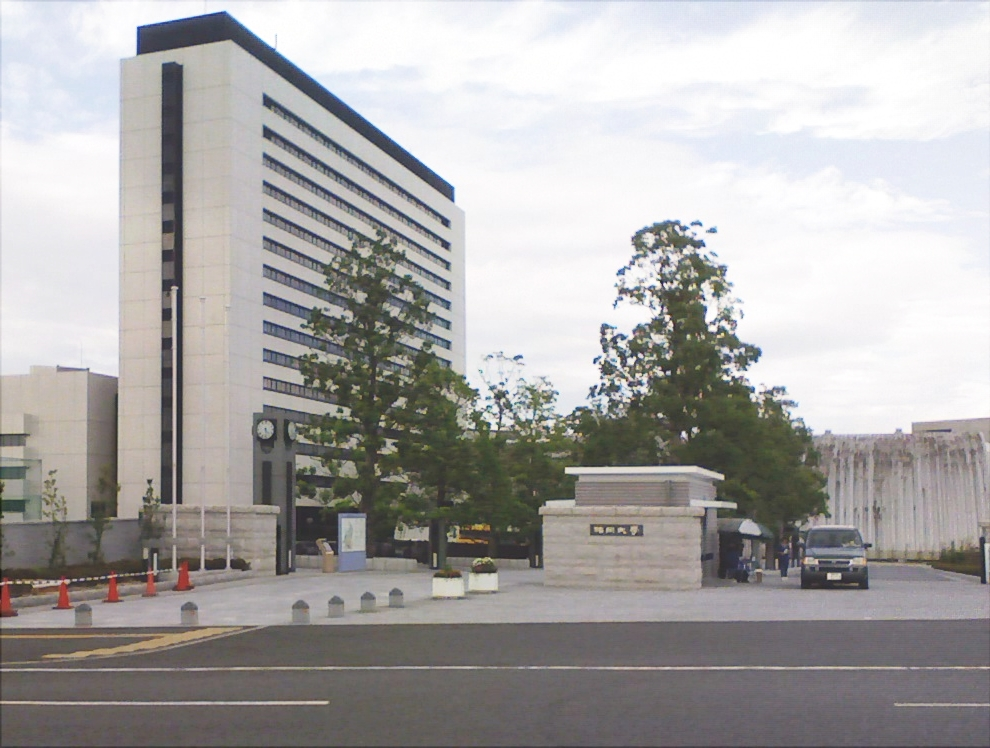
Université de Fukuoka.

- Université de Kyūshū
- Institut de design de Kyūshū
- Université de Fukuoka
- Université de Seinan Gakuin
- Université de Towa
- Université de Sangyo Kyūshū
- Université d'éducation de Fukuoka

## Jumelages
La ville de Fukuoka est jumelée avec :
- Bordeaux (France) ;
- Oakland (Californie) (États-Unis) ;
- Canton (Chine) ;
- Auckland (Nouvelle-Zélande) ;
- Ipoh (Malaisie) ;
- Pusan (Corée du Sud) ;
- Atlanta (États-Unis).

## Personnalités liées à la municipalité
- Tetsuo Hamuro (1917-2005), champion olympique de natation en 1936, y est né.
- Isao Nishijima (1923-2001), graphiste et illustrateur jeunesse, y est né, et a dessiné les symboles des stations de métro de la ville.
- Haruhiko Sunagawa (1946-), peintre japonais, y est né.
- Kazuhiro Ninomiya (1946-), judoka, champion olympique et du monde, y est né.
- Victoria Principal (1950-), actrice américaine, y est née.
- Yoshiaki Kinoshita (1956-), dirigeant japonais, y est né.
- Ryoko Tamura (1975-), judokate, y est née.
- Kane Tanaka (1903-2022), supercentenaire japonaise, doyenne de l'humanité de 2018 à 2022 et troisième personne vérifiée la plus âgée de tous les temps.
- Sui Ishida (1986-), mangaka japonais, y est né.
- Sonny Chiba (1939-2021), acteur japonais, y est né.
- Haruto Watanabe (2004-), membre du groupe sud-coréen TREASURE (YG entertainment), y est né.